# 흡충류 생활주기 단계

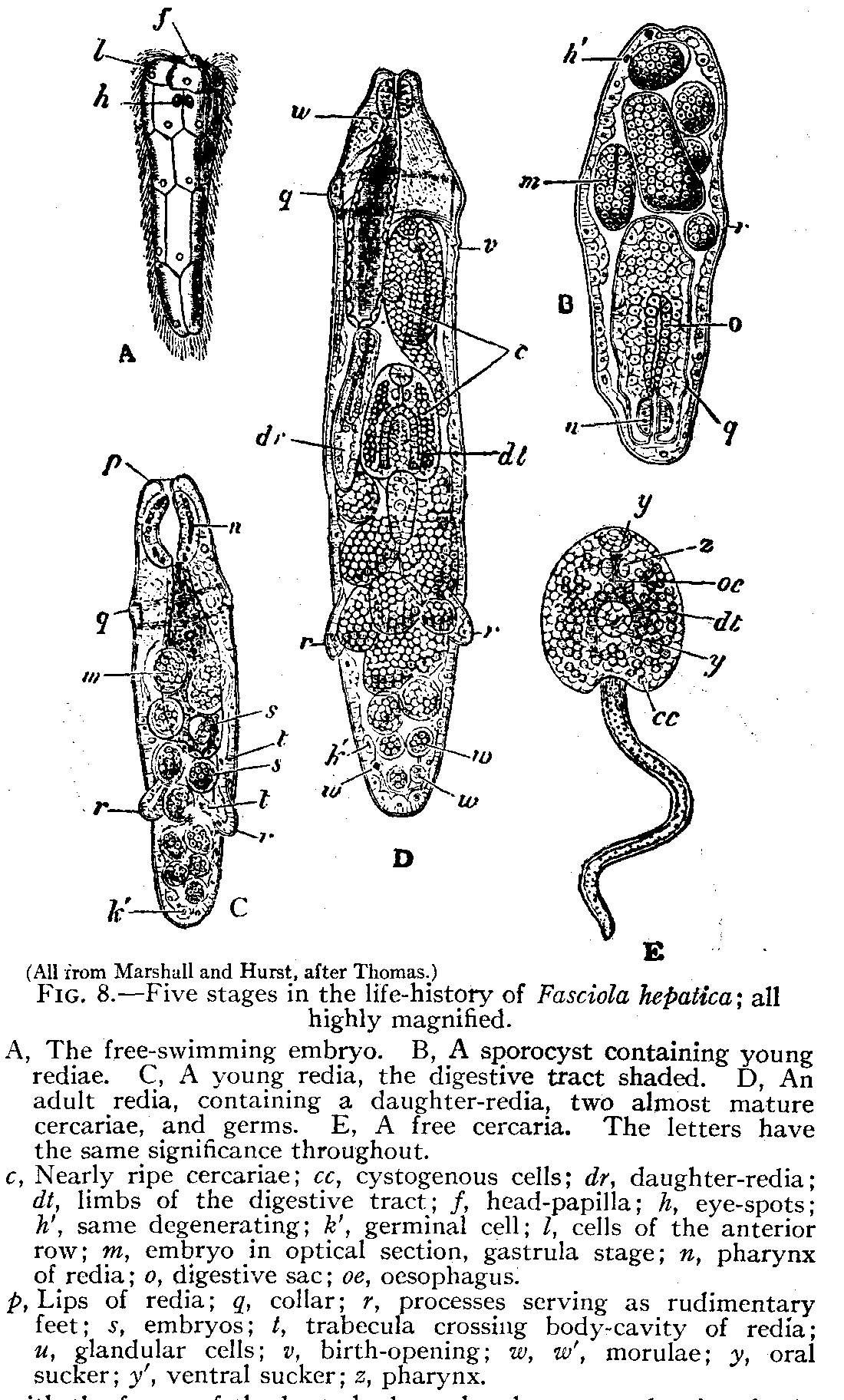
1911년 브리태니커 백과사전에 실린 흡충류 편형동물 간흡충의 생활사 단계

흡충류 생활주기 단계, 즉 흡충류 생활환 단계에 대한 설명이다
흡충류는 흡충강에 속하는 기생성 편형동물로, 특히 두 개의 흡반 (하나는 배쪽, 다른 하나는 입쪽)을 가진 기생성 플루크이다. 흡충류는 체벽으로 덮여 있어 분비 및 흡수 기능을 제공하며 환경으로부터 유기체를 보호한다.
전형적인 흡충류의 생활사는 알로 시작된다. 어떤 흡충류 알은 환경(물)에서 직접 부화하고, 다른 알들은 숙주, 일반적으로 연체동물에 먹혀 그 안에서 부화한다. 부화한 애벌레는 자유 생활하는 섬모충인 미라시디움이라 불린다. 미라시디움은 중간 숙주 안에서 자라 주머니 모양의 스포로시스트 또는 레디아로 발달하며, 이들 중 어느 쪽이든 자유 생활하는 유동성 세르카리아 애벌레를 생성할 수 있다. 그런 다음 세르카리아는 척추동물 숙주나 두 번째 중간 숙주를 감염시킬 수 있다. 개별 흡충류의 생활사에 따라 성체 메타세르카리아 또는 메소세르카리아는 척추동물 숙주를 감염시키거나 배척되어 배척된 숙주의 분변이나 소변을 통해 배출된다.

## 전형적인 생활사 단계
각 종에 따라 세부 사항은 다르지만 일반적인 생활사 단계는 다음과 같다.

### 알
알은 최종 숙주의 분변, 가래 또는 소변에서 발견된다. 종에 따라 미배아 상태(미성숙)이거나 배아 상태(부화 준비)일 수 있다. 모든 흡충류(주혈흡충 제외)의 알에는 뚜껑이 있다. 일부 알은 중간 숙주(달팽이)에게 먹히거나 서식지(물)에서 부화한다.

### 미라시디움
미라시디움은 환경 또는 중간 숙주 내에서 알에서 부화한다. 입이 없기 때문에 먹을 수 없으며, 환경에서 부화하면 빨리 숙주를 찾아야 한다. 스포로시스트로 발달하는 데 에너지가 필요하다. 첫 번째 중간 숙주는 흡충류에 따라 다를 수 있다.

### 스포로시스트
스포로시스트는 더 많은 스포로시스트 또는 레디아를 생산하는 길쭉한 주머니이다. 여기서 애벌레가 발달할 수 있다.
- 어미 스포로시스트: 느슨한 판(섬모)을 가지며 생식샘으로 이동한다.
- 딸 스포로시스트: 세르카리아를 무성적으로 생산하며, 입이 없지만 영양분을 흡수한다.

### 레디아
스포로시스트 다음으로 애벌레 형태를 이룬다. 스포로시스트에서 처음 발달하는 형태가 레디아(복수: rediae)이다. 레디아는 입을 가지고 있어서 경쟁자를 먹어치우는 데 유리하며, 더 많은 레디아를 생산하거나 세르카리아를 형성하기 시작한다.

#### 달팽이 숙주 내 기생충 경쟁
동일한 숙주 내에서 다른 기생충 종이 공동 감염될 수 있으며, 이는 레디아와 스포로시스트 사이에 경쟁을 유발할 수 있다. 모든 흡충류 종이 레디아 단계를 거치는 것은 아니다. 어떤 종은 생활사에 따라 스포로시스트 단계만 거칠 수도 있다. 레디아는 입을 가지고 있어 경쟁자의 먹이나 경쟁자 자체를 먹을 수 있기 때문에 스포로시스트보다 우세하다.

### 세르카리아 (복수: cercariae)
기생충의 애벌레 형태는 스포로시스트나 레디아의 생식 세포 내에서 발달한다. 세르카리아는 큰 침입선이 있는 가늘어지는 머리를 가지고 있다. 종에 따라 긴 수영용 "꼬리"가 있을 수도 있고 없을 수도 있다. 운동성 세르카리아는 숙주를 찾아 정착하며, 종에 따라 성체, 메소세르카리아 또는 메타세르카리아가 된다.
- 메소세르카리아: 식물이나 두 번째 중간 숙주의 숙주 조직에 낭포화된 단계에 관여한다. 단단한 껍질을 가지고 있으며 영양 이동에도 관여한다. 기생충이 두 번째 중간 숙주에 있는 메타세르카리아를 섭취하기 때문에 최종 숙주를 감염시킬 수 있다.

- 메타세르카리아: 낭포화되어 휴식 중인 세르카리아. 중간 숙주 생활사가 세 단계일 때만 관여한다.

싱코엘리과의 종들은 낭포화되지 않고 자유롭게 떠다닐 수 있는 메소세르카리아 또는 메타세르카리아를 가지지만, 이 해양 기생충의 초기 생활사 단계에 대한 자세한 내용은 알려져 있지 않다.:228-234 경골어류와 연골어류는 최소한 아가미, 구강 또는 피부 내의 최종 숙주이며, 크릴과 요각류와 같은 갑각류는 전파숙주 또는 가능성이 있는 중간 숙주가 될 수 있다.:32-33 Copiatestes filiferum과 같은 특정 종의 메타세르카리아는 비살 섬유라는 길고 섬유질 구조를 가지고 있는데, C. filiferum에서는 흰얼굴바다제비의 발을 더럽히고 메타세르카리아가 마르고 다리 사이에 딱딱한 연결을 형성한 후 이 우발적인 숙주에서 걸림 관련 사망을 유발하는 것으로 보고되었다.
세르카리아는 성체 형태가 알려지지 않은 흡충류의 속으로도 사용된다. 이 용어는 1773년 뮐러로 거슬러 올라간다.

### 성체
완전히 발달된 성숙한 단계. 성체로서 유성 생식이 가능하다.

## 전형적인 생활사에서 벗어나는 경우
모든 흡충류가 전형적인 알, 미라시디움, 스포로시스트, 레디아, 세르카리아, 성체의 순서를 따르는 것은 아니다. 일부 종에서는 레디아 단계가 생략되고 스포로시스트가 세르카리아를 생산한다. 다른 종에서는 세르카리아가 동일한 숙주 내에서 성체로 발달한다.
많은 이생흡충류는 두 개의 숙주를 필요로 한다. 하나는 스포로시스트에서 무성 생식이 일어나는 (일반적으로 달팽이), 다른 하나는 성체 형태가 유성 생식을 통해 알을 생산하는 척추동물 (일반적으로 물고기)이다. 일부 종(예: Ribeiroia)에서는 세르카리아가 낭포화되어 세 번째 숙주에게 먹힐 때까지 기다렸다가 그 숙주의 장에서 나와 성체로 발달한다.
대부분의 흡충류는 자웅동체이지만, 주혈흡충과의 구성원은 자웅이체이다. 수컷은 암컷보다 짧고 뚱뚱하다.

## 여러 다른 흡충류 종의 생활사 표현

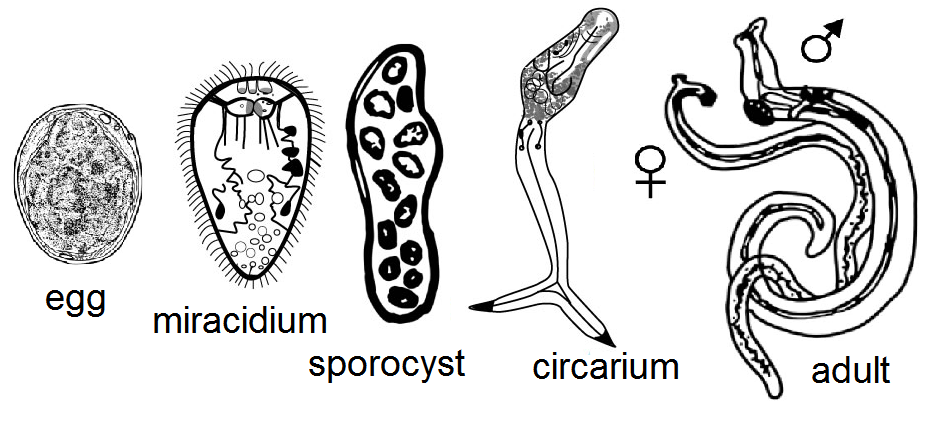
이생 인체 기생충인 일본주혈흡충의 생활사 단계; 세르카리아 단계가 "circarium"으로 오타가 있음에 유의

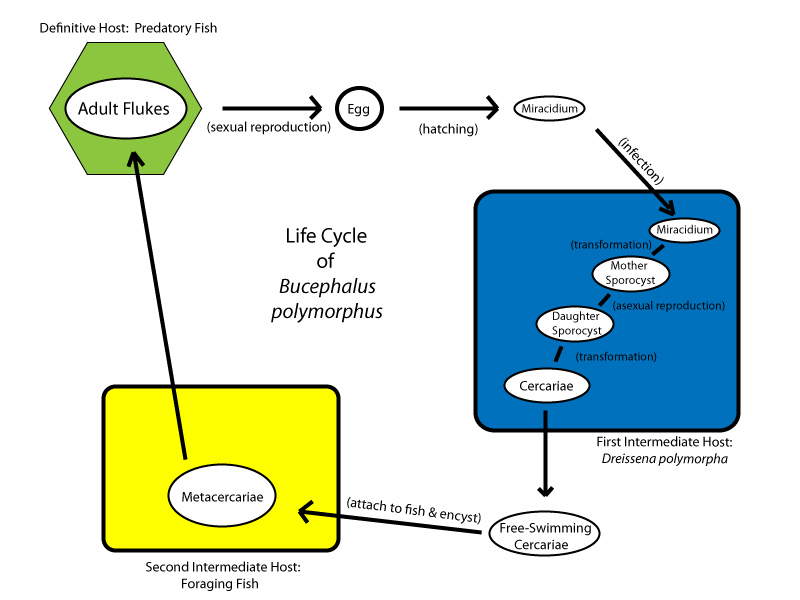
이생 어류 기생충인 Bucephalus polymorphus의 생활사 단계

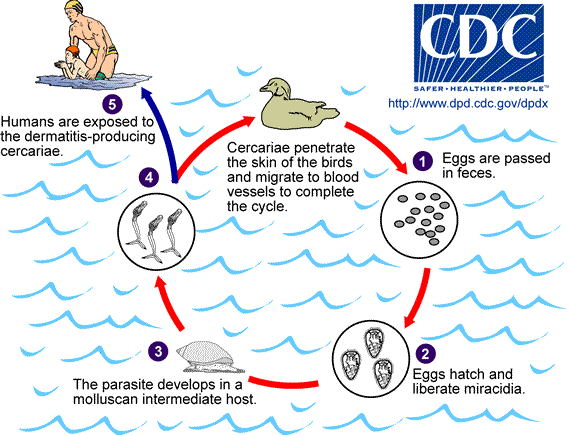
"스위머스 이치"를 유발하는 흡충류 종의 생활사 단계

## 같이 보기
- 흡충 감염
- 정단복합체 생활사